# 流金歲月 (美國電視劇)
《流金歲月》（英語：Another Period）為一部在2015年6月23日在喜劇中心開播的美國時代情景喜劇，由喜劇女演員娜塔莎·拉格羅與芮琪·琳達馮共同開創並領銜主演。
2016年5月23日，本劇提前獲喜劇中心續訂第3季。

## 故事
| 季數 | 集数 | 集数 | 首播日期      | 首播日期      |
| 季數 | 集数 | 集数 | 首映          | 季终          |
| ---- | ---- | ---- | ------------- | ------------- |
| 1    | 10   | 10   | 2015年6月23日 | 2015年8月25日 |
| 2    | 11   | 11   | 2016年6月15日 | 2016年8月24日 |
| 3    | 11   | 11   | 2017年1月23日 | 2018年3月20日 |

故事圍繞在羅德島州新港市19世紀的第一富豪家族白拉寇家庭，講述白拉寇一家的荒誕、搞笑、放肆、愚蠢與奢侈的生活日常。

## 演員陣容
| 演員                | 角色                       | 登場季數        | 登場季數        | 登場季數        | 登場集數 |
| 演員                | 角色                       | 1               | 2               | 3               | 登場集數 |
| ------------------- | -------------------------- | --------------- | --------------- | --------------- | -------- |
| 娜塔莎·拉格羅       | 莉莉安·舒默默紅·費許       | 主演            | 主演            | 主演            | 22       |
| 芮琪·琳達馮         | 碧翠絲·唐西                | 主演            | 主演            | 主演            | 22       |
| 大衛·柯屈納         | 海軍准將·白拉寇            | 主演            | 主演            | 主演            | 16       |
| 姵潔特·布魯斯特     | 多多·白拉寇                | 主演            | 主演            | 主演            | 15       |
| 傑森·里特           | 費德瑞克·白拉寇            | 主演            | 主演            | 主演            | 16       |
| 亞提米絲·帕博達尼   | 霍坦絲·白拉寇              | 客串            | Does not appear | Does not appear | 20       |
| 蘿倫·艾許           | 霍坦絲·白拉寇              | 主演            | Does not appear | Does not appear | 20       |
| 蘿倫·芙蘭斯         | 霍坦絲·白拉寇              | Does not appear | 主演            | Does not appear | 20       |
| 唐娜·琳恩·查普琳    | 霍坦絲·白拉寇              | Does not appear | Does not appear | 主演            | 20       |
| 布萊恩·赫斯基       | 維多·舒默默紅·費許·維      | 主演            | 主演            | 主演            | 13       |
| 大衛·韋恩           | 小艾伯特·唐西              | 主演            | 主演            | 主演            | 11       |
| 麥可·伊恩·布萊克    | 皮普                       | 主演            | 主演            | 主演            | 21       |
| 克莉絲汀娜·韓翠克絲 | 椅子                       | 主演            | 主演            | Does not appear | 17       |
| 貝絲·多佛           | 布蘭琪                     | 主演            | 主演            | 主演            | 19       |
| 阿爾緬·韋茨曼       | 加菲貓                     | 主演            | 主演            | 主演            | 22       |
| 布雷特·吉爾曼       | 海米什·克勞塞斯            | 主演            | 主演            | 主演            | 14       |
| 愛麗絲·杭特         | 芙蘿寶                     | Does not appear | 主演            | Does not appear | 9        |
| 羅尼斯·阿庫拉帝     | 塔布                       | 常設            | Does not appear | Does not appear | 2        |
| 喬·戴利             | 歐康諾                     | 常設            | 常設            | Does not appear | 5        |
| 喬許·費登           | 跌倒查理                   | 常設            | Does not appear | Does not appear | 2        |
| 南西·弗雷里克       | 柯奈妲                     | 常設            | Does not appear | 客串            | 4        |
| 瑞奇·福爾雀         | 馬克·吐溫                  | 常設            | 客串            | Does not appear | 3        |
| 摩西·凱薛爾         | 海曼·戈德堡                | 常設            | 常設            | 客串            | 12       |
| 托馬斯·列儂         | 賽恩斯伯瑞侯爵             | 常設            | 常設            | Does not appear | 5        |
| 凱特·米庫奇         | 優妮絲                     | 常設            | 客串            | 客串            | 5        |
| 蜜西·派兒           | 芹菜·甘藍                  | 常設            | 常設            | Does not appear | 6        |
| 威爾·薩索           | 歐康諾利                   | 常設            | 常設            | Does not appear | 5        |
| 貝西·索達蘿         | 流產黛比                   | 常設            | Does not appear | 客串            | 4        |
| 布倫特·懷恩巴赫     | 狗仔·拉普                  | 常設            | Does not appear | Does not appear | 3        |
| 梅莉·喬瑟芬·漢森    | 梅莉                       | 客串            | 常設            | Does not appear | 4        |
| 奧森·畢恩           | 拉佛恩·法索福思五世        | Does not appear | 常設            | Does not appear | 2        |
| 傑梅奈·克萊門特     | 布雷克·達納修              | Does not appear | 常設            | 客串            | 4        |
| 貝貝·德瑞克         | 哈莉特·塔布曼              | Does not appear | 常設            | Does not appear | 2        |
| 戴洛·J·約翰遜       | 蓋爾                       | Does not appear | 常設            | Does not appear | 2        |
| 吉姆·歐海爾         | 律師                       | Does not appear | 常設            | Does not appear | 2        |
| 朗·方雀斯           | 獄友                       | Does not appear | 常設            | Does not appear | 2        |
| 佩雷斯·希爾頓       | 布拉塞·喜來登              | Does not appear | 常設            | Does not appear | 2        |
| 比利·梅里特         | 威廉·霍華德·塔夫特         | Does not appear | 常設            | Does not appear | 2        |
| 麥克·歐康諾         | 希歐多爾·羅斯福            | Does not appear | 常設            | Does not appear | 2        |
| 安德魯·蘭內斯       | 博崔姆·哈里森·法索福思七世 | Does not appear | 常設            | Does not appear | 3        |
| 丸山凱倫            | 康妮                       | Does not appear | 常設            | Does not appear | 2        |
| 蘿倫·拉布庫斯       | 皮娜洛普                   | 客串            | 客串            | Does not appear | 2        |

### 主要人物
- 娜塔莎·拉格羅（英语：Natasha Leggero） 飾演 莉莉安·艾碧蓋兒·希特勒·舒默默紅·費許（Lillian Abigail Hitler Schmemmerhorn-Fish）

白拉寇家族的二女兒，維多的妻子。脾氣暴躁又陰險，與碧翠絲姊妹情深。
- 芮琪·琳達馮（英语：Riki Lindhome） 飾演 碧翠絲·蒂芬妮·安柏·西森·唐西（Beatrice Tiffani Amber Thiessen Downsy）

白拉寇家族的小女兒，艾伯特的妻子，費德瑞克的雙胞胎妹妹，與哥哥費德瑞克相愛。不識字、腦袋也不太靈轉，容易情緒化與哭鬧。實際上是個聰明的數理天才，卻老愛裝瘋賣傻。
- 大衛·柯屈納 飾演 海軍准將·白拉寇（Commodore Bellacourt）

白拉寇家族的男主人，經常出差在外。與席琳維持著婚外情，並十分享受席琳的S對待。
- 姵潔特·布魯斯特（英语：Paget Brewster） 飾演 多蘿西雅·“多多”·白拉寇（Dorothea "Dodo" Bellacourt）

白拉寇家族的女主人，經常沉迷於毒品。平時便暗中將白拉寇莊園的財產捐至各慈善團體，在與海軍准將離婚後，便把所有捐款給慈善團體的資金匯集至所獲得的教堂。
- 傑森·里特 飾演 洛德·費德瑞克·白拉寇（Lord Frederick Bellacourt）

白拉寇家族的長子，長相帥氣卻膽小又無知，與雙胞胎妹妹碧翠絲發展不倫戀。在海軍准將的幫助下，接續成為議員與副總統。
- 蘿倫·艾許（英语：Lauren Ash）[a]／蘿倫·芙蘭斯（Lauren Flans）／唐娜·琳恩·查普琳（英语：Donna Lynne Champlin） 飾演 霍坦絲·傑佛森·圖書館·白拉寇（Hortense Jefferson Library Bellacourt）

白拉寇家族的長女，是個充滿知性與女權意識的女性，但因外型肥胖而不受重視。與妹妹們的關係極差，為新港老處女協會成員之一。與報社富豪博崔姆結為連理，卻意外發生車禍身亡。
- 布萊恩·赫斯基（英语：Brian Huskey） 飾演 維多·舒默默紅·費許·維（Victor Schmemmerhorn-Fish the V）

莉莉安的丈夫，實際上是個同性戀者，並與妹婿艾伯特維持秘密同性戀情。
- 大衛·韋恩 飾演 小艾伯特·唐西（Albert Downsy, Jr.）

碧翠絲的丈夫，業餘魔術師，實際上是個同性戀者，並與姊夫維多維持秘密同性戀情。
- 麥可·伊恩·布萊克（英语：Michael Ian Black） 飾演 皮普（Peepers）

原名：米歇爾·P·靈魂遊者（Mitchell P. Spiritwalker），白拉寇家族的管家，幼時被美國原住民收養為養子，一直愛慕著多多。
- 克莉絲汀娜·韓翠克絲 飾演 椅子（Chair）

原名：席琳·布芳（Celine Bouffant），白拉寇家族新女僕，前妓女，實際上為海軍准將的情婦。一心想要成為白拉寇莊園女主人，並懷上海軍准將的孩子，後被布蘭琪報復並推下樓而重傷。在逃過死劫後，產下海軍准將的孩子，並如願坐上女主人之位，結果卻恐面臨白拉寇莊園破產危機。
- 貝絲·多佛（Beth Dover） 飾演 布蘭琪（Blanche）

白拉寇家族的家事女傭，因歇斯底里精神病而曾在精神病院待過一陣子，擁有雙重人格。在皮普的撮合下，和戈德堡結婚。
- 阿爾緬·韋茨曼（英语：Armen Weitzman） 飾演 加菲貓（Garfield）

原名：加菲貓·里奧波德·麥蓋利考帝（Garfield Leopold McGillicutty），白拉寇家族的次級管家、隨從兼男僕，5歲時被皮普從孤兒院帶至白拉寇家族。
- 布雷特·吉爾曼 飾演 海米什·克勞塞斯（Hamish Crassus）

白拉寇家族的花園管理者，私下負責各種特殊任務，並銷售女性為性交易。與椅子為舊識，故常敲詐椅子，同時也是海軍准將鮮為人知的弟弟。
- 愛麗絲·杭特（Alice Hunter） 飾演 芙蘿寶（Flobelle）

白拉寇家族新進女僕。

### 常設人物
- 傑梅奈·克萊門特 飾演 布雷克·達納修（Black Donahue）

修道院神父，實際上與多多維持著地下情。
- 摩西·凱薛爾（英语：Moshe Kasher） 飾演 海曼·戈德堡（Hyman Goldberg）

加拿大人，白拉寇莊園的主治醫師，為一名泛性戀者，與維多和艾柏特的關係複雜。由於其非法移民身分被皮普發現，於是在皮普的安排下，和懷有他人孩子的布蘭琪結婚。
- 托馬斯·列儂 飾演 賽恩斯伯瑞侯爵（Marquis de Sainsbury）

新港仲裁者。
- 蜜西·派兒 飾演 芹菜·甘藍（Celery Savoy）

烤蛤俱樂部繼承人，在費德瑞克進入美國參議院後，成為費德瑞克的未婚妻。
- 安德魯·蘭內斯 飾演 博崔姆·哈里森·法索福思七世（Bertram Harrison Fusselforth VII）

報社富豪拉佛恩的孫子，欣賞霍坦絲的才能，但卻無法接受霍坦絲在婚後談女權，後來與霍坦絲在一場車禍中喪命。
- 吉姆·歐海爾（英语：Jim O'Heir）

白拉寇家族律師。
- 凱特·米庫奇（英语：Kate Micucci） 飾演 優妮絲（Eunice）

新港老處女協會成員，霍坦絲的朋友，被碧翠絲刺瞎了一隻眼睛。
- 貝西·索達蘿（英语：Betsy Sodaro） 飾演 流產黛比（Abortion Deb）

新港老處女協會成員，霍坦絲的朋友。
- 喬·戴利（英语：Jon Daly (comedian)） 飾演 歐康諾（O'Connor）

警察。
- 威爾·薩索 飾演 歐康諾利（O'Connolly）

警察。
- 佩雷斯·希爾頓 飾演 布拉塞·喜來登（Brussels Sheraton）

記者。
- 瑞奇·福爾雀（英语：Rich Fulcher） 飾演 馬克·吐溫（Mark Twain）

知名作家兼冒險者。
- 布倫特·懷恩巴赫（英语：Brent Weinbach） 飾演 狗仔·拉普（Scoops LaPue）

「新港報」社會／八卦版記者，被霍坦絲陷害報導白拉寇醜聞而遭皮普殺害。
- 比利·梅里特（英语：Billy Merritt） 飾演 威廉·霍華德·塔夫特（William Howard Taft）

美國第27任總統。
- 奧森·畢恩（英语：Orson Bean） 飾演 拉佛恩·法索福思五世（Laverne Fusselforth V）

年邁的報社富豪，莉莉安的未婚夫，兩人尚未完婚變驟逝。
- 南西·弗雷里克（Nancy Friedrich） 飾演 柯奈妲（Cornetta）

新港老處女協會成員，霍坦絲的朋友。
- 蘿倫·拉布庫斯（英语：Lauren Lapkus） 飾演 皮娜洛普（Peenuhlope）

收留莉莉安與碧翠絲的女人。
- 丸山凱倫（英语：Karen Maruyama） 飾演 康妮（Connie）

白拉寇家族女僕。
- 朗·方雀斯（英语：Ron Funches）

海米什的獄友。
- 喬許·費登（Josh Fadem） 飾演 跌倒查理（Falling Charlie）

原名：查理·卓別林（Charlie Chaplin），白拉寇家族的娛樂者，常於白拉寇家族面前表演笨拙的跌倒。
- 麥克·歐康諾（Mike O'Connell） 飾演 希歐多爾·羅斯福（Theodore Roosevelt）

美國第26任總統。
- 貝貝·德瑞克（Bebe Drake） 飾演 哈莉特·塔布曼（Harriet Tubman）

美國廢奴主義者。
- 戴洛·J·約翰遜（Daryl J. Johnson） 飾演 蓋爾（Gayle）

哈莉特·塔布曼的隨侍。
- 羅尼斯·阿庫拉帝（Ronith Akurati） 飾演 塔布（Tabu）

印度裔男孩，原為查爾斯的僕人，在殺害查爾斯後，決定效忠白拉寇家族。
- 梅莉·喬瑟芬·漢森（Mary Josephine Hanson） 飾演 梅莉（Mary）

## 製作

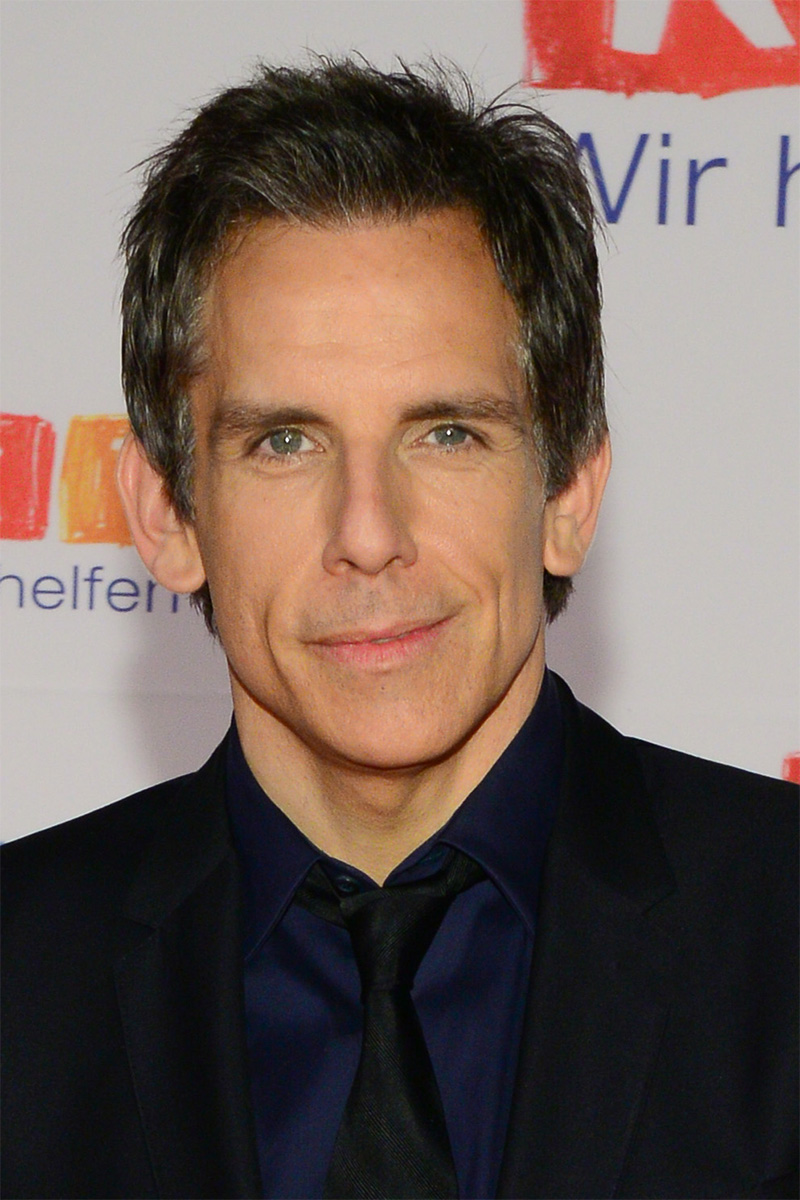
本劇由知名男演員班·史提勒所有之紅時製作公司製作，史提勒除了擔任執行製作，亦有客串演出。

本劇惡搞了人氣實境節目《與卡戴珊一家同行》以及時代劇《唐頓莊園》，並將兩者融合，諷刺其社會階級關係與風氣。
2014年1月15日，喜劇中心預訂來自班·史提勒所有之紅時製作公司，由喜劇女演員娜塔莎·拉格羅與芮琪·琳達馮開創兼主演、《醉酒史》傑瑞米·康納執導之喜劇試播集，三人也將共同擔任執行製作。本劇以實境秀風格呈現，聚焦於新港第一豪門，一個對社會毫無貢獻，卻擁有龐大財產的白拉寇家族。拉格羅與琳達馮將飾演維多利亞時代的貴婦，也就是白拉寇家族姊妹花莉莉安與碧翠絲，身處1902年的她們，只關心自己的外表、被邀請參加什麼派對以及如何成名。6月9日，喜劇中心正式給予本劇系列預訂，而史提勒、黛比·莉布林、史都華·康菲爾德與麥克·羅森史坦均將共同擔任執行製作。
9月30日，喜劇中心預訂了本劇10集，並由紅時製作公司、拉格羅／琳達馮製作公司與康納製作公司共同製作。
2015年8月18日，喜劇中心宣布續訂第2季。2016年5月23日，喜劇中心在第2季首播前，提前續訂第3季。

### 選角
2014年6月9日，公布除了拉格羅與琳達馮外，出演試播集的其他卡司有麥可·伊恩·布萊克、姵潔特·布魯斯特、貝絲·多佛、布雷特·吉爾曼、湯姆·列儂、傑森·里特、羅莎·薩拉查與阿爾緬·韋茨曼等。9月30日，喜劇中心內容開發與原創節目主席坎特·阿特曼公布《三女鬧周末》蘿倫·艾許、《聽我扯淡》布萊克、《犯罪心理》布魯斯特、《兒童醫院》多佛、《已婚》吉爾曼、《副人之仁》布萊恩·赫斯基、《銀幕大角頭2：傳奇再續》大衛·柯屈納、《為人父母》里特、《兒童醫院》大衛·韋恩與《成名心切》韋茨曼為拉格羅和琳達馮外的主演陣容。10月13日，宣布《廣告狂人》黃金時段艾美獎入圍者克莉絲汀娜·韓翠克絲加入主演群，飾演隱藏真正來意的莊園新女僕子椅子。
2016年5月23日，由於艾許另外主演了NBC情境喜劇《爆笑超市》，故自第2季起改由蘿倫·芙蘭斯飾演其角色，而出演新角的愛麗絲·杭特則加入主演群。另外，第2季的客串陣容則有傑梅奈·克萊門特、安德魯·達利、藝人塞德里克、佩雷斯·希爾頓、鮑比·李、山姆·萊文、阿西夫·曼迪維、亞當·帕利、安德魯·蘭內斯、瓊恩·黛安·拉斐爾與喬斯·溫登等，而早在第1季便登場過的摩西·凱薛爾、蘿倫·拉布庫斯、湯姆·列儂、凱特·米庫奇、蜜西·派兒與威爾·薩索均將回歸客串。

## 評價
本劇獲得電視影評家不錯的評論。於爛番茄整合的評論中，第1季獲得70%的新鮮度、平均得分7.22/10（20名評論家），評論家共識：「《流金歲月》以卓越的卡司及聰明的概念，諷刺歷史劇以及實境節目，儘管此一優點可能難以維持。」第2季獲得80%的新鮮度、平均得分7.73/10（5名評論家），評價更勝上一季。
於Metacritic整合的評論中，第1季獲得了68分（滿分100；12名評論家），屬普遍的好評。

## 收視
| 季數 | 播出時間（ET）                                         | 集數 | 首映          | 首映         | 首映          | 季終          | 季終         | 季終          | 18–49歲 收視 平均 | 平均 收視人数 （百萬） |
| 季數 | 播出時間（ET）                                         | 集數 | 日期          | 18–49歲 收視 | 收視 （百萬） | 日期          | 18–49歲 收視 | 收視 （百萬） | 18–49歲 收視 平均 | 平均 收視人数 （百萬） |
| ---- | ------------------------------------------------------ | ---- | ------------- | ------------ | ------------- | ------------- | ------------ | ------------- | ----------------- | ---------------------- |
| 1    | 星期二 22:30                                           | 10   | 2015年6月23日 | 0.33         | 0.615         | 2015年8月25日 | 0.31         | 0.548         | 0.26              | 0.490                  |
| 2    | 星期三 22:00                                           | 11   | 2016年6月15日 | 0.21         | 0.434         | 2016年8月24日 | 0.24         | 0.445         | 0.21              | 0.401                  |
| 3    | 星期二 22:30（Ep 1–7, 9, 11） 星期二 22:00（Ep 8, 10） | 11   | 2018年1月23日 | 0.14         | 0.272         | 2018年3月20日 | 0.07         | 0.182         | 0.12              | 0.260                  |

## 海外播出
| 季數 | 季數 | 亞洲     | 亞洲         |
| 季數 | 季數 | 電視網   | 首播日期     |
| ---- | ---- | -------- | ------------ |
|      | 1    | 爆笑頻道 | 2016年3月9日 |
|      | 2    | 爆笑頻道 | TBA          |
|      | 3    | 爆笑頻道 | TBA          |

## 外部連結
- 官方网站（英文）
- 中文官方網站（繁體中文）
- 互联网电影数据库（IMDb）上《流金歲月》的资料（英文）